# 콘웨이 연쇄 화살표 표기법
콘웨이 연쇄 화살표 표기법(Conway chained arrow notation)은 존 호턴 콘웨이가 개발한 아주 큰 수를 표기하는 방법이다. 단순히 오른쪽 화살표로 구분되는 자연수들의 수열이다.
대부분의 조합론적 표기법처럼, 이 표기법의 정의도 재귀적이다. 이 표기법은 결국 가장 왼쪽의 수의 (보통 엄청 큰) 거듭제곱을 나타낸다.

## 정의 및 개요
"콘웨이 연쇄 화살표 표기법"은 다음과 같이 정의된다.
- 어떤 자연수는 길이가 1인 연쇄 화살표이다.
- 길이가 n인 연쇄 화살표에 오른쪽 화살표 →와 자연수가 따라붙으면, 길이가 {\displaystyle n+1}인 연쇄 화살표가 된다.

모든 연쇄 화살표는 아래의 네 규칙을 따르는 정수를 나타낸다. 두 연쇄 화살표가 같은 정수를 나타낸다면 동등하다고 한다.
{\displaystyle p}와 {\displaystyle q}가 양의 정수이고, {\displaystyle X} 가 부분 연쇄 화살표라고 하면,
1. 빈 연쇄 화살표 (또는 길이가 0인 연쇄 화살표)는 1을 나타내고, 연쇄 화살표 {\displaystyle p}는 {\displaystyle p}를 나타낸다.
2. {\displaystyle p\to q}는 거듭제곱 표현 {\displaystyle p^{q}}를 나타낸다. (The Book of Numbers에서 콘웨이는 길이가 2인 연쇄 화살표 {\displaystyle p\rightarrow q}를 정의하지 않았지만[1], 3번 째 변수 [{\displaystyle p\rightarrow q\rightarrow r}의 r]이 있을 때는 커누스 윗화살표로 간주하기 때문에 오른쪽 끝에 있는 {\displaystyle \to 1}을 떼어내도 이 규칙은 적용이 된다.)
3. {\displaystyle X\to 1}는 {\displaystyle X}와 동등하다.
4. {\displaystyle X\to p\to (q+1)}은 {\displaystyle X\to (X\to (\cdots (X\to (X)\to q)\cdots )\to q)\to q} 
(X가 p개, q가 p − 1개, 그리고 p − 1쌍의 괄호가 있다. q > 0일 때만 적용이 된다)와 동등하다.

마지막 규칙은 줄임표를 피하기 위해서 재귀적으로 설명할 수 있다:
4a. {\displaystyle X\to 1\to (q+1)=X}
4b. {\displaystyle X\to (p+1)\to (q+1)=X\to (X\to p\to (q+1))\to q}

## 특성
1. 길이가 3인 연쇄 화살표는 하이퍼 연산과 커누스 윗화살표 표기법에 대응한다:
{\displaystyle {\begin{matrix}p\to q\to r=p[r+2]q=p\!\!\!&\underbrace {\uparrow \uparrow \uparrow \dots \uparrow \uparrow \uparrow } &\!\!\!q=p\uparrow ^{r}q.\\&\!\!\!r{\text{ arrows}}\!\!\!\end{matrix}}}
2. 연쇄 화살표 X → Y는 X → p의 형태이다:
3. a로 시작하는 연쇄 화살표는 a의 거듭제곱이다
4. 연쇄 화살표 1 → Y는 1이다
5. 연쇄 화살표 X → 1 → Y는 X이다
6. 연쇄 화살표 2 → 2 → Y는 4이다
7. 연쇄 화살표X → 2 → 2는 X → (X) (자신의 값이 X에 연결된 연쇄 화살표)이다

## 해석
연쇄 화살표를 전체로 생각 해야 한다는 점에 유의해야 한다. 연쇄 화살표 표기법은 이항 연산이 반복된 것을 표시한 것이 아니다. 다른 삽입된 기호들(예: 3 + 4 + 5 + 6 + 7)은 의미의 변동(결합법칙을 보라)이 없거나 적어도 차례차례 어떤 순서대로 계산(예: 34567는 오른쪽에서 왼쪽으로)해야 하지 않을 때는 종종 조각내서 생각한다(예: (3 + 4) + 5 + (6 + 7)). 콘웨이 화살표 표기법에서는 그렇지 않다.
예를 들면:
- {\displaystyle 2\rightarrow 3\rightarrow 2={}^{3}2=2^{2^{2}}=16}
- {\displaystyle 2\rightarrow \left(3\rightarrow 2\right)=2^{(3^{2})}=2^{3^{2}}=512}
- {\displaystyle \left(2\rightarrow 3\right)\rightarrow 2=\left(2^{3}\right)^{2}=64}

네번째 규칙이 핵심이다: 3 이상의 길이를 가지고 2 이상의 숫자로 끝나는 연쇄 화살표는 같은 길이에 대개 끝에서 두번째 원소가 늘어난 연쇄 화살표가 된다. 하지만 마지막 원소는 줄어들어서, 결국 세 번째 규칙을 만족해서 연쇄 화살표의 길이가 짧아진다. 그리고, 연쇄 화살표는 두 개의 원소로 줄어들고 두 번째 규칙이 재귀를 끝낸다.

## 예시
예시는 빠르게 꽤 복잡해진다. 다음은 작은 예시들이다:
n
= n (규칙 1에 따라)
p→q
= pq (규칙 2에 따라)
Thus 3→4 = 34 = 81
1→(어떤 연쇄 화살표 표현)
= 1 전체 표현은 결국 1숫자 = 1이 되기 때문이다. (실제로 1이 포함되는 연쇄 화살표는 1 앞에서 잘라버릴 수 있다. 예: 어떤 (포함된) 연쇄 화살표 X,Y에 대해서 X→1→Y=X이다.)
4→3→2
= 4→(4→(4)→1)→1 (규칙 4) 그리고, 안의 괄호에서 바깥쪽으로 진행한다,
= 4→(4→4→1)→1 (잉여 괄호를 제거(remove redundant parentheses))
= 4→(4→4)→1 (3)
= 4→(256)→1 (2)
= 4→256→1 (rrp)
= 4→256 (3)
= 4256 (2)
=13407807929942597099574024998205846127479365820592393377723561443721764030073546976801874298166903427690031858186486050853753882811946569946433649006084096
≈1.34078079299×10154
2→2→4
= 2→(2)→3 (규칙 4)
= 2→2→3 (rrp)
= 2→2→2 (4, rrp)
= 2→2→1 (4, rrp)
= 2→2 (3)
= 4 (2) (사실, 2 두 개로 시작하는 연쇄 화살표는 4이다.)
2→4→3
= 2→(2→(2→(2)→2)→2)→2 (by 4) X(여기에서는 2)의 네 복사본은 q (여기에서는 마찬가지로 2)의 세 복사본과 구분하기 위해서 굵은 글씨로 표시했다
= 2→(2→(2→2→2)→2)→2 (rrp)
= 2→(2→(4)→2)→2 (이전 예시)
= 2→(2→4→2)→2 (rrp) (다음 식에서 확장시키는 것을 양 쪽 다 굵은 글씨로 표시했다)
= 2→(2→(2→(2→(2)→1)→1)→1)→2 (4)
= 2→(2→(2→(2→2→1)→1)→1)→2 (rrp)
= 2→(2→(2→(2→2)))→2 (3 반복)
= 2→(2→(2→(4)))→2 (2)
= 2→(2→(16))→2 (2)
= 2→65536→2 (2,rrp)
= 2→(2→(2→(...2→(2→(2)→1)→1...)→1)→1)→1 (4) 괄호가 65535쌍
= 2→(2→(2→(...2→(2→(2))...))) (3 반복)
= 2→(2→(2→(...2→(4))...))) (2)
= 2→(2→(2→(...16...))) (2)
= {\displaystyle 2^{2^{\dots ^{2}}}} (216 = 65536층의 탑)
= 655362 (테트레이션을 보라)
2→3→2→2
= 2→3→(2→3)→1 (규칙 4)
= 2→3→8 (2와 3)
= 2→(2→2→7)→7 (규칙 4)
= 2→4→7 (앞의 2 두 개는 4이다 [특성6])
= 2→(2→(2→2→6)→6)→6 (4)
= 2→(2→4→6)→6 (특성6)
= 2→(2→(2→(2→2→5)→5)→5)→6 (4)
= 2→(2→(2→4→5)→5)→6 (특성6)
= 2→(2→(2→(2→(2→2→4)→4)→4)→5)→6 (4)
= 2→(2→(2→(2→4→4)→4)→5)→6 (특성6)
= 2→(2→(2→(2→(2→(2→2→3)→3)→3)→4) →5)→6 (4)
= 2→(2→(2→(2→(2→4→3)→3)→4)→5)→6 (특성6)
= 2→(2→(2→(2→(2→65536→2)→3)→4)→5)→6 (이전 예시)
= 이전의 숫자보다 훨씬 큼
3→2→2→2
= 3→2→(3→2)→1 (4)
= 3→2→9 (2와 3)
= 3→3→8 (4)

### 체계적인 예시
(2보다 작은 정수가 없는) 네 항을 가지는 가장 간단한 예시:
- {\displaystyle a\to b\to 2\to 2}
{\displaystyle =a\to b\to 2\to (1+1)}
{\displaystyle =a\to b\to (a\to b)\to 1}
{\displaystyle =a\to b\to a^{b}}
{\displaystyle =a[a^{b}+2]b}

(마지막으로 언급한 특성을 따른다)
- {\displaystyle a\to b\to 3\to 2}
{\displaystyle =a\to b\to 3\to (1+1)}
{\displaystyle =a\to b\to (a\to b\to (a\to b)\to 1)\to 1}
{\displaystyle =a\to b\to (a\to b\to a^{b})}
{\displaystyle =a[a\to b\to 2\to 2+2]b}
- {\displaystyle a\to b\to 4\to 2}
{\displaystyle =a\to b\to (a\to b\to (a\to b\to a^{b}))}
{\displaystyle =a[a\to b\to 3\to 2+2]b}

여기서 패턴을 볼 수 있다. 어떤 연쇄 화살표 X에 대해서 {\displaystyle f(p)=X\to p}라고 두면 {\displaystyle X\to p\to 2=f^{p}(1)}이다 (함수의 거듭제곱을 보라).
이것을 {\displaystyle X=a\to b}에 적용하면 {\displaystyle f(p)=a[p+2]b}이고 {\displaystyle a\to b\to p\to 2=a[a\to b\to (p-1)\to 2+2]b=f^{p}(1)}이다
따라서 예를 들어 보면 {\displaystyle 10\to 6\to 3\to 2=10[10[1000002]6+2]6}이다.
다음으로 넘어간다:
- {\displaystyle a\to b\to 2\to 3}
{\displaystyle =a\to b\to 2\to (2+1)}
{\displaystyle =a\to b\to (a\to b)\to 2}
{\displaystyle =a\to b\to a^{b}\to 2}
{\displaystyle =f^{a^{b}}(1)}

또다시 일반화 할 수 있다. {\displaystyle g_{q}(p)=X\to p\to q}라고 하면 {\displaystyle X\to p\to q+1=g_{q}^{p}(1)}이 된다. 즉, {\displaystyle g_{q+1}(p)=g_{q}^{p}(1)}이다. 위의 경우에서, {\displaystyle g_{2}(p)=a\to b\to p\to 2=f^{p}(1)}이고 {\displaystyle g_{3}(p)=g_{2}^{p}(1)}이므로 {\displaystyle a\to b\to 2\to 3=g_{3}(2)=g_{2}^{2}(1)=g_{2}(g_{2}(1))=f^{f(1)}(1)=f^{a^{b}}(1)}이다.

## 아커만 함수
아커만 함수는 콘웨이 연쇄 화살표 표기법으로 표시할 수 있다:
m > 2일 때 A(m, n) = (2 → (n + 3) → (m − 2)) − 3 (하이퍼 연산으로 A(m, n) = 2 [m] (n + 3) - 3이기 때문이다)
따라서
n > 2일 때 2 → n → m = A(m + 2,n − 3) + 3
(n = 1과 n = 2는 논리적으로 A(m, −2) = −1과 A(m, −1) = 1에 대응하도록 추가할 수 있다).

## 그레이엄 수
그레이엄 수 {\displaystyle G} 자체는 콘웨이 표기법으로 간결하게 표현할 수는 없지만, 중간의 함수 {\displaystyle f(n)=3\rightarrow 3\rightarrow n}를 정의하면 다음을 얻을 수 있다:
{\displaystyle G=f^{64}(4)} (함수의 거듭제곱을 보라)이고,
{\displaystyle 3\rightarrow 3\rightarrow 64\rightarrow 2<G<3\rightarrow 3\rightarrow 65\rightarrow 2}이다
증명: 규칙 3과 규칙 4의 정의를 순서대로 적용하면 다음을 얻을 수 있다:
{\displaystyle f^{64}(1)}
{\displaystyle =3\rightarrow 3\rightarrow (3\rightarrow 3\rightarrow (\cdots (3\rightarrow 3\rightarrow (3\rightarrow 3\rightarrow 1))\cdots ))} (64 {\displaystyle 3\rightarrow 3}이 64개)
{\displaystyle =3\rightarrow 3\rightarrow (3\rightarrow 3\rightarrow (\cdots (3\rightarrow 3\rightarrow (3\rightarrow 3)\rightarrow 1)\cdots )\rightarrow 1)\rightarrow 1}
{\displaystyle =3\rightarrow 3\rightarrow 64\rightarrow 2;}
{\displaystyle f^{64}(4)=G;}
{\displaystyle =3\rightarrow 3\rightarrow (3\rightarrow 3\rightarrow (\cdots (3\rightarrow 3\rightarrow (3\rightarrow 3\rightarrow 4))\cdots ))} ({\displaystyle 3\rightarrow 3}이 64개)
{\displaystyle f^{64}(27)}
{\displaystyle =3\rightarrow 3\rightarrow (3\rightarrow 3\rightarrow (\cdots (3\rightarrow 3\rightarrow (3\rightarrow 3\rightarrow 27))\cdots ))} ({\displaystyle 3\rightarrow 3}이 64개)
{\displaystyle =3\rightarrow 3\rightarrow (3\rightarrow 3\rightarrow (\cdots (3\rightarrow 3\rightarrow (3\rightarrow 3\rightarrow (3\rightarrow 3)))\cdots ))} ({\displaystyle 3\rightarrow 3}이 65개)
{\displaystyle =3\rightarrow 3\rightarrow 65\rightarrow 2} (위에서 한 것처럼 계산한다).
f가 강한 증가 함수이기 때문에
{\displaystyle f^{64}(1)<f^{64}(4)<f^{64}(27)}
이므로 {\displaystyle 3\rightarrow 3\rightarrow 64\rightarrow 2<G<3\rightarrow 3\rightarrow 65\rightarrow 2}를 얻을 수 있다.
연쇄 화살표 표기법을 사용하면, 이것보다도 더 큰 수를 특정하는 것이 매우 쉽다. 예를 들면,
{\displaystyle 3\rightarrow 3\rightarrow 3\rightarrow 3~~=~~3\rightarrow 3\rightarrow (3\rightarrow 3\rightarrow 27\rightarrow 2)\rightarrow 2\,~~=~~f^{3\rightarrow 3\rightarrow 27\rightarrow 2}(1)~~=~~f^{f^{27}(1)}(1)}
이 수는 그레이엄 수 보다 훨씬 크다. 왜냐하면 {\displaystyle 3\rightarrow 3\rightarrow 27\rightarrow 2} = f27(1)은 65보다 훨씬 크기 때문이다.

## 같이 보기
- 커누스 윗화살표 표기법
- 그레이엄 수